# Provincia Lecco
Lecco este o provincie în regiunea Lombardia în Italia.